# Jelizawieta Bazilewska
Jelizawieta Gertruda Alfredowna Bazilewska, zd. Roos (ur. 13/26 grudnia 1902 w Moskwie, zm. 31 maja 1951 w Wöllmarshausen) – rosyjska poetka związana z kołem literackim „Cech poetów” działającym w okresie międzywojennym w Tartu i Tallinnie w Estonii.

## Życiorys
Jej rodzice, Alfred Karl Roos i Żenni Awrora zd. Aug byli obywatelami rosyjskimi pochodzenia szwedzko-niemiecko-estońskiego. W latach 1912–1919 uczęszczała do gimnazjum żeńskiego w Charkowie. Nauki nie ukończyła w związku z rosyjską wojną domową i emigracją całej rodziny do niepodległej Estonii. Podjęła tam pracę nauczycielki, zaś w 1922 zapisała się jako wolna słuchaczka na wydział prawa Uniwersytetu w Tartu. W 1924 w trybie eksternistycznym zdała egzamin dojrzałości w szkole realnej w tym samym mieście i podjęła na Uniwersytecie w Tartu studia na wydziale filozofii. Ukończyła je w 1930 na podstawie pracy poświęconej twórczości Anny Achmatowej. Następnie pracowała w charakterze nauczycielki języków niemieckiego, francuskiego i rosyjskiego. W końcu lat 20. związała się z grupą poetycką „Cech poetów”, była w niej jednym z „mistrzów”. W grupie działali również m.in. Boris Vildé, Boris Narcissow i Boris Taggo. Od 1928 twórczość Jelizawiety Roos regularnie była publikowana na łamach zbiorów wydawanych przez pismo „Now'”.
W 1930 Roos wyszła za mąż za leśniczego i poetę Iwana Bazilewskiego, białego emigranta z Rosji, przybyłego do Estonii razem z armią Nikołaja Judenicza. Wspólnie zamieszkali na wsi, gdzie Bazilewski pracował, od 1936 mieszkali w Rapli, gdzie mężczyzna był leśniczym, a ona – nauczycielką języka niemieckiego. Jelizawieta Bazilewska często bywała jednak w stolicy Estonii, by nadal brać udział w działalności tallińskiej grupy „Cechu poetów” oraz miejscowego Kółka Literackiego. Od 1934 jej wiersze i recenzje tomików poezji innych autorów pojawiały się regularnie na łamach pisma „Now'”. Tłumaczyła z estońskiego na rosyjski poezję Marii Under. W 1936 pismo wydało jedyny tomik wierszy Bazilewskiej – „Domik u lesa”.
W 1940, po wkroczeniu Armii Czerwonej do Estonii, za zgodą niemieckiej ambasady Bazilewscy opuścili kraj, chociaż byli obywatelami estońskimi i nie deklarowali narodowości niemieckiej. Władze niemieckie przydzieliły im nowe miejsce zamieszkania na anektowanych rok wcześniej ziemiach zachodniej Polski – w Kraju Warty. Kilka miesięcy później Iwan Bazilewski został wcielony do Wehrmachtu jako tłumacz. Po ataku Niemiec na ZSRR walczył na Ukrainie, następnie, jako obywatel estoński, został skierowany do Legionu Estońskiego SS, w którym doszedł do stopnia porucznika. Został ranny w bitwie pod Sillamäe we wschodniej Estonii w 1944. Do 1945 znajdował się w szpitalu wojskowym w Gdańsku, następnie trafił do radzieckiej niewoli. Nie został rozpoznany jako oficer SS; zdołał zniszczyć swoje dokumenty i uciec do brytyjskiej strefy okupacyjnej Niemiec.
W 1945 Bazilewska uciekła przed działaniami wojennymi do Niemiec zachodnich. W 1945 odnalazł ją tam mąż, zamieszkali w Getyndze. W 1949 z powodu braku pracy i środków do życia mężczyzna postanowił emigrować do Szwecji, gdzie miał znajomych. Chora na depresję Jelizawieta Bazilewska nie pojechała z mężem. Ostatnie lata życia przeżyła w Wöllmarshausen i tam też w 1951 popełniła samobójstwo, rzucając się z okna. W tym samym mieście została pochowana.